# هفته‌نامه شونن ساندی
هفته‌نامه شونن ساندی (به انگلیسی: Weekly Shōnen Sunday) ⁪ (ژاپنی: 週刊少年サンデー هپبورن: Shūkan Shōnen Sandē) یک مجله مانگا هفتگی شونن است که توسط شوگاکوکان از مارس ۱۹۵۹ در ژاپن منتشر می‌شود.. بر خلاف نامی که دارد، این مجله در چهارشنبه‌ها منتشر می‌شود. هفته‌نامه شونن ساندی از سال ۱۹۸۶ بیش از ۱٫۸ میلیارد نسخه فروخته و پس از هفته‌نامه شونن جامپ، هفته‌نامه شونن کودانشا و هفته‌نامه یانگ جامپ، در رده چهارمین مجله پرفروش مانگا در ژاپن قرار می‌گیرد.